# Ryszard Rafajłowicz
Ryszard Rafajłowicz (ur. 12 maja 1931 w Kołbaniu) – polski działacz partyjny i państwowy, w latach 1981–1990 wicewojewoda wrocławski.

## Życiorys
Syn Aleksandra i Anieli. W latach 1972–1975 był słuchaczem Akademii Nauk Społecznych w Moskwie. Wstąpił do Polskiej Zjednoczonej Partii Robotniczej. Od 1957 związany z Komitetem Wojewódzkim PZPR we Wrocławiu: zajmował w nim kolejno stanowiska instruktora, członka egzekutywy, kierownika Wojewódzkiego Ośrodka Pracy Partyjnej i kierownika Wydziału Nauki, a od 1968 do 1972 był w nim sekretarzem. W latach 1975–1977 pozostawał inspektorem w Wydziale Pracy Ideowo-Wychowawczej Komitetu Centralnego PZPR, po czym w latach 1977–1980 był sekretarzem w Komitecie Wojewódzkim w Szczecinie. Od 1980 do 1981 ponownie zajmował stanowisko sekretarza w KW we Wrocławiu, następnie od 1981 do 1990 pełnił funkcję wicewojewody wrocławskiego. W okresie stanu wojennego z urzędu był wiceszefem Wojewódzkiego Komitetu Obrony. Był m.in. redaktorem książki Problemy budownictwa socjalnego w PRL (1977).